# Валентин Бо
Валентин Бо (нар. 1985, Луцьк) — український професійний фотограф та фотохудожник.

## Біографія
Народився в Луцьку, закінчив інститут архітектури Національного університету «Львівська політехніка», живе і працює в Києві.
Учасник фотогрупп «4in1» (в неї також входять фотографи Марія Войнова, Іван Черничкін і Юрій Салабай) і «Українська фотоальтернатива» (UPHA), співавтор фотокниги «Flow / Потік». Роботи Валентина Бо виставлялися в київській «Я галереї», стокгольмській Galleri KG52, на московському «Винзаводі». У 2014 році у рамках проєкту «Fashion Week Internationale» Валентин Бо влаштував зйомки у Межигір'ї у колишній резиденції екс-президента України Віктора Януковича.

## Виставки
Персональні виставки:
- 2015 Mystery Train — галерея Lenin, Запоріжжя, Україна
- 2011 Tempo di Viaggio — галерея 5x5, Львів, Україна

Загальні виставки:
- 2015 — Spine 2015, Love and war in Ukraine (Любов та війна в Україні), Стокгольм
- 2015 ULICA. Спецпроєкт Фестивалю вуличної фотографії — Центр фотографії імені братів Люм'єр, Москва, Росія
- 2014 Московська міжнародна бієнале молодого мистецтва, Москва, Росія
- 2014 «Фотограф року», Центр сучасного мистецтва M17, Київ, Україна
- 2014 Flow (Потік) — груповий проєкт 4in1, Вінстон-Сейлем, США
- 2013 Flow (Потік) — груповий проєкт 4in1, Galeria Miejska Arsenał, Познань, Польща
- 2013 Flow (Потік) — груповий проєкт 4in1, Galleri KG52, Стокгольм, Швеція
- 2012 Flow (Потік) — груповий проєкт 4in1, Я-Галерея, Київ, Україна
- 2012 Cult Of The Body (Культ тіла), Leisure Gallery, UKGroup exhibition, Лондон, Велика Британія
- 2012 Правда — Винзавод, Москва
- 2012 Нове фото Києва, галерея Лавра, Київ
- 2012 До України — груповий проєкт, Diplomat gallery, Філадельфія
- 2011 Найважливіший урок — Чернігівський фестиваль фотографії УФА, Чернігів
- 2010 Українська фотографія, дві точки зору — Галерея РА, Київ